# Villar del Buey
Villar del Buey és un municipi de la província de Zamora a la comunitat autònoma de Castella i Lleó. Comprèn els nuclis de Cibanal, Pasariegos, Formariz de Sayago, Fornillos de Fermoselle i Pinilla de Fermoselle.

## Demografia
| 1991 | 1996 | 2001 | 2004 |
| ---- | ---- | ---- | ---- |
| 990  | 929  | 829  | 801  |